# Durlangen
Durlangen este o comună din districtul Ostalbkreis, landul Baden-Württemberg, Germania. Populația numără 2894 locuitori.